# Bamberger Basketball 2012-2013
Questa voce raccoglie le informazioni riguardanti il Bamberger Basketball nelle competizioni ufficiali della stagione 2012-2013.

## Stagione
La stagione 2012-2013 del Bamberger Basketball è la 39ª nel massimo campionato tedesco di pallacanestro, la Basketball-Bundesliga.
A gennaio Anton Gavel ottiene la cittadinanza tedesca.

## Roster
Aggiornato al 14 novembre 2022
| Brose Bamberg 2012-13 | Brose Bamberg 2012-13 |
| Giocatori             | Staff tecnico         |
| --------------------- | --------------------- |

| N. | Naz.                                                   | Ruolo | Nome               | Anno | Alt.   | Peso   |  |
| -- | ------------------------------------------------------ | ----- | ------------------ | ---- | ------ | ------ |  |
| 4  | Stati Uniti (bandiera)                                 | G     | Teddy Gipson       | 1980 | 193 cm | 89 kg  |  |
| 5  | Stati Uniti (bandiera)                                 | P     | John Goldsberry    | 1982 | 191 cm | 83 kg  |  |
| 7  | Slovenia (bandiera)                                    | AG    | Boštjan Nachbar    | 1980 | 205 cm | 103 kg |  |
| 9  | Germania (bandiera)                                    | G     | Karsten Tadda      | 1988 | 190 cm | 92 kg  |  |
| 10 | Germania (bandiera)                                    | AG    | Johannes Richter   | 1993 | 204 cm | 95 kg  |  |
| 12 | Germania (bandiera)                                    | P     | Daniel Schmidt     | 1990 | 188 cm | 85 kg  |  |
| 14 | Germania (bandiera)                                    | C     | Philipp Neumann    | 1992 | 209 cm | 110 kg |  |
| 15 | Stati Uniti (bandiera)                                 | AC    | Sharrod Ford       | 1982 | 206 cm | 110 kg |  |
| 18 | Germania (bandiera)                                    | GA    | Manuel Rockmann    | 1991 | 193 cm | 85 kg  |  |
| 20 | Stati Uniti (bandiera)                                 | P     | Alex Renfroe       | 1986 | 191 cm | 77 kg  |  |
| 21 | Stati Uniti (bandiera)                                 | AC    | Latavious Williams | 1989 | 203 cm | 104 kg |  |
| 23 | Stati Uniti (bandiera)                                 | AP    | Casey Jacobsen (C) | 1981 | 198 cm | 98 kg  |  |
| 24 | Stati Uniti (bandiera) · Macedonia del Nord (bandiera) | AG    | Jeremiah Massey    | 1982 | 202 cm | 107 kg |  |
| 25 | Slovacchia (bandiera) · Germania (bandiera)            | G     | Anton Gavel        | 1984 | 189 cm | 87 kg  |  |
| 33 | Germania (bandiera)                                    | C     | Maik Zirbes        | 1990 | 207 cm | 115 kg |  |
| 44 | Australia (bandiera) · Irlanda (bandiera)              | C     | A.J. Ogilvy        | 1988 | 211 cm | 113 kg |  |
| 55 | Stati Uniti (bandiera)                                 | GA    | Matt Walsh         | 1982 | 198 cm | 93 kg  |  |

| Allenatore                                                                                |
| - / Chris Fleming                                                                         |
| Assistente/i                                                                              |
| - Arne Woltmann - Stefan Weissenböck Legenda - (C) Capitano - (IN) Inattivo - Infortunato |

## Mercato

### Sessione estiva
| Acquisti | Acquisti           | Acquisti           | Acquisti         | Acquisti |
| R.       | Nome               | da                 | Modalità         |          |
| -------- | ------------------ | ------------------ | ---------------- | -------- |
| C        | A.J. Ogilvy        | Valencia           | definitivo       |          |
| AG       | Boštjan Nachbar    | UNICS Kazan'       | definitivo       |          |
| G        | Teddy Gipson       | Pau-Lacq-Orthez    | definitivo       |          |
| C        | Maik Zirbes        | TBB Treviri        | definitivo       |          |
| AC       | Sharrod Ford       | Free agent         | definitivo       |          |
| GA       | Manuel Rockmann    | Breitengüßbach     | definitivo       |          |
| AC       | Latavious Williams | Metros de Santiago | definitivo       |          |
| AC       | Johannes Richter   | Breitengüßbach     | rinnovo prestito |          |

| Cessioni | Cessioni         | Cessioni             | Cessioni       | Cessioni |
| R.       | Nome             | a                    | Modalità       |          |
| -------- | ---------------- | -------------------- | -------------- | -------- |
| C        | Tibor Pleiß      | Saski Baskonia       | fine contratto |          |
| AP       | P.J. Tucker      | Sptk. S. Pietroburgo | fine contratto |          |
| G        | Julius Jenkins   | EWE Oldenburg        | rescissione    |          |
| P        | Brian Roberts    | N.O. Hornets         | fine contratto |          |
| C        | Marcus Slaughter | Real Madrid          | fine contratto |          |
| AG       | Predrag Šuput    | Cedevita Junior      | fine contratto |          |
| P        | Maurice Stuckey  | s.Oliver Baskets     | fine contratto |          |
| AG       | Steven Monse     | Alba Berlino         | fine contratto |          |

### Dopo l'inizio della stagione
| Acquisti | Acquisti        | Acquisti         | Acquisti         | Acquisti   |
| R.       | Nome            | da               | Data             | Modalità   |
| -------- | --------------- | ---------------- | ---------------- | ---------- |
| AG       | Jeremiah Massey | Kr. Kryl. Samara | 28 dicembre 2012 | definitivo |
| GA       | Matt Walsh      | Spirou Charleroi | 19 febbraio 2013 | definitivo |
| P        | Alex Renfroe    | Valladolid       | 27 febbraio 2013 | definitivo |

| Cessioni | Cessioni           | Cessioni     | Cessioni         | Cessioni       |
| R.       | Nome               | a            | Data             | Modalità       |
| -------- | ------------------ | ------------ | ---------------- | -------------- |
| AC       | Latavious Williams | Siviglia     | 3 dicembre 2012  | fine contratto |
| G        | Teddy Gipson       | Limoges CSP  | 15 febbraio 2013 | rescissione    |
| C        | A.J. Ogilvy        | Sydney Kings | 16 aprile 2013   | rescissione    |
| AG       | Jeremiah Massey    | Champville   | 2 maggio 2013    | rescissione    |